# Escándalo de corrupción de Catar en el Parlamento Europeo
El escándalo de corrupción de Catar en el Parlamento Europeo, llamado por la prensa Qatargate, Moroccogate, o Marocgate, es el escándalo político de 2022 en el que se alega que políticos socialistas, miembros del personal político, cabilderos y sus familias recibieron pagos indebidos del estado de Catar, Marruecos y Mauritania a cambio de influencia en el Parlamento Europeo. Las autoridades belgas, italianas y griegas llevaron a cabo la aplicación de la ley, lo que resultó en la incautación de más de 600 000 euros en efectivo, ordenadores y teléfonos móviles, y la detención de ocho personas, cuatro de ellas acusadas de corrupción, blanqueo de capitales y delincuencia organizada.

## Investigación
En julio de 2022, la Oficina Central para la Represión de la Corrupción (en francés: Office central pour la répression de la corruption, OCRC, en neerlandés: Centrale Dienst voor de Bestrijding van Corruptie, CDBC), una unidad de la Policía Federal belga, abrió una investigación en una supuesta organización criminal. La investigación fue dirigida por el juez de instrucción, Michel Claise.
Actuando sobre la investigación, el 9 de diciembre de 2022, la policía belga realizó 20 redadas en 19 direcciones diferentes en Bruselas en relación con la conspiración y realizó ocho arrestos en Bélgica e Italia. Se registraron las casas y oficinas de los sospechosos, incluidas las oficinas dentro de los locales de los edificios del Parlamento Europeo en Bruselas. De conformidad con la Constitución belga, la presidenta del Parlamento Europeo, Roberta Metsola, debía regresar de su casa en Malta para estar presente en el registro de la casa de Eva Kaili, miembro del partido socialista griego PASOK, que tiene inmunidad diplomática como eurodiputado y vicepresidente del Parlamento Europeo.
Después de las redadas en la casa de Kaili, su padre fue arrestado más tarde cuando intentaba huir del hotel Sofitel en Place Jourdan en Bruselas después de haber sido informado sobre las redadas. Los investigadores encontraron una maleta con «varios cientos de miles de euros» en su persona cuando intentaba huir.
En las redadas se incluyeron lugares vinculados a Pier Antonio Panzeri, miembro del Partido Democrático y ex eurodiputado italiano. Al registrar su casa, la policía encontró una gran cantidad de dinero en efectivo en su «caja fuerte bien surtida».[cita requerida] Al mismo tiempo, los investigadores allanaron las oficinas de la ONG internacional Fight Impunity, una organización creada para promover «la lucha contra la impunidad»(«... por graves violaciones de derechos humanos» y «por la justicia transicional»,de los cuales Panzeri es el presidente.
Después de la conclusión de las redadas de Bruselas, la policía arrestó a Eva Kaili; Antonio Panzeri; Francesco Giorgi, marido de Kaili y asistente del eurodiputado italiano Andrea Cozzolino (Partido Democrático); Alexandros Kailis, padre de Kaili y expolítico griego del PASOK; Luca Visentini, secretario general de la Confederación Sindical Internacional (CSI); y un asistente anónimo de la eurodiputada italiana del Partido Democrático Alessandra Moretti. Alexandros Kailis fue puesto en libertad y Visentini fue puesto en libertad condicional. Según los informes, se encontraron 600.000 € en efectivo en la casa de Panzeri y se encontró dinero adicional en la casa del padre de Kaili, su habitación de hotel y la casa compartida por Kaili y Giorgi. En total, la cantidad combinada de efectivo encontrado en las redadas ascendió a 1,5 millones de euros.
Además de los allanamientos en propiedades de los detenidos, también se realizaron allanamientos en los domicilios de cuatro asistentes parlamentarios, entre otros, pero estos allanamientos no dieron lugar a detenciones. Tres de estos asistentes trabajan para el Grupo de Socialistas y Demócratas dentro del Parlamento Europeo, grupo al que pertenecieron Kaili y Panzeri hasta su suspensión de sus partidos. El asistente restante trabajaba para el Grupo del Partido Popular Europeo. Otras redadas tuvieron lugar en las casas de dos asesores no revelados y un funcionario del Parlamento Europeo. 
Mientras se llevaban a cabo las redadas en Bruselas, la Policía Estatal italiana ejecutó dos órdenes de arresto europeas en toda Italia. Maria Colleoni, la esposa de Panzeri, fue arrestada en la casa de su familia en Calusco d'Adda, cerca de Bérgamo (Italia), y su hija, Silvia Panzeri, fue arrestada más tarde esa noche en Milán. Ambas mujeres fueron trasladadas a una prisión de Bérgamo para su detención.
La orden de arresto europea confirmó los informes de que los cargos contra Panzeri estaban relacionados con la corrupción y los obsequios que había recibido de los estados-nación. La publicación de la orden fue la primera vez que el estado de Marruecos se vio implicado en el escándalo.
Al día siguiente de los allanamientos, el 10 de diciembre, se realizó un nuevo registro en el domicilio del vicepresidente de la delegación del Parlamento Europeo para las relaciones con la península arábiga, el eurodiputado belga Marc Tarabella, del Partido Socialista; Tarrabella no fue detenido.
El 12 de diciembre de 2022, se anunció que la Autoridad Antilavado de Dinero de Grecia había congelado todos los activos de Kaili y los de sus familiares cercanos. Esto incluye todas las cuentas bancarias, cajas fuertes, empresas y cualquier otro activo financiero de Kaili. De particular interés para las autoridades, según el jefe de la Autoridad Anti-Lavado de Dinero, es una agencia inmobiliaria recientemente establecida en Kolonaki, un barrio de lujo de Atenas.
A finales de diciembre de 2022, Der Spiegel reveló que un documento de la investigación mostraba la implicación de la Dirección General de Estudios y Documentación (DGED), el servicio de inteligencia marroquí. Se trataba de información sobre la existencia de contactos ya en 2019 entre la DGED y Panzeri, su ayudante Francesco Giorgi y otro diputado italiano, Andrea Cozzolino con el objetivo de influir en el Grupo Socialista del Parlamento Europeo. La investigación alcanzó también a Abderrahim Matmoun, embajador marroquí en Polonia, en su relación con Panzeri en su época como presidente de la Comisión Parlamentaria Mixta Marruecos-UE (2011-2019). Se reveló que desde 2013 el lobby marroquí en la UE tenía el encargo de "contrarrestar el creciente activismo de (sus) opositores en el seno del Parlamento Europeo" para lograr el reconocimiento de la soberanía sobre Sahara Occidental y la ampliación de los convenios EU-Marruecos a este territorio.La investigación reveló la importancia del Groupe D´amitié UE Maroc presidido por Gilles Pargneaux (RE - Grupo Socialista) en la red de corrupción.
Cuando el Parlamento Europeo se reunió por primera vez después del escándalo, el 13 de diciembre de 2022 en su sede en Estrasburgo (Francia), las oficinas del eurodiputado Pietro Bartolo (PD) y la funcionaria parlamentaria, Mychelle Rieu, fueron selladas por los investigadores.

## Juicio y enjuiciamiento
Los cuatro sospechosos acusados, Kaili, Panzeri, Giorgi y Figà-Talamanca, debían comparecer en el Palacio de Justicia de Bruselas, los tribunales de primera instancia del país, el 14 de diciembre para los procedimientos de instrucción de cargos. Tres de los cuatro sospechosos comparecieron ante el tribunal, pero la huelga del personal penitenciario impidió la comparecencia de Kaili. La aparición de Kaili se reprogramó para el 22 de diciembre de 2022. Panzeri y Giorgi fueron puestos bajo custodia en espera de una mayor investigación. Figà-Talamanca fue puesto en libertad en espera de una mayor investigación con la condición de que llevara una tobillera de seguimiento electrónico.
El 15 de diciembre de 2022 Giorgi confesó que fue sobornado por oficiales de Catar para influenciar en las decisiones del parlamento europeo. También confesó haber recibido fondos del gobierno marroquí y, al exonerar a su socio, Kaili, implicaba explícitamente la participación de Panzeri, Cozzolino y Tarabella.

## Reacciones
Inmediatamente después de las detenciones, en toda la Unión Europea surgieron fuertes reacciones de condena al vicepresidente. Después de que la historia fuera reportada por primera vez por los medios belgas, la presidenta del Parlamento Europeo, Roberta Metsola, confirmó que el Parlamento Europeo había estado cumpliendo con una investigación en curso sin especificar su naturaleza. Inmediatamente después de los arrestos, tanto el PASOK, el partido político de Kaili en Grecia, como el Grupo de Socialistas y Demócratas dentro del Parlamento Europeo anunciaron la suspensión de Kaili de sus respectivos partidos. Dos días después de los arrestos, Metsola suspendió las responsabilidades y poderes de Kaili como Vicepresidenta del Parlamento Europeo. En una votación de la cámara en pleno, Kaili fue destituida oficialmente como vicepresidenta por una mayoría calificada.
En la apertura de la primera reunión del Parlamento Europeo tras los allanamientos, el 12 de diciembre, el presidente Metsola anunció que se suspendería todo el trabajo con Catar. En la misma reunión, los Verdes-Alianza Libre Europea y Renew Europe pidieron que el Parlamento Europeo estableciera un comité de investigación. La suspensión de los asuntos parlamentarios en este momento es significativa, ya que se produce solo tres días antes de que el Parlamento votara sobre la introducción de un acuerdo de viaje sin visado con Catar y otros países. Esto resultó en la cancelación de la votación sobre viajes sin visa a Ecuador, Kuwait y Omán.
Antes de la apertura del debate plenario, varios miembros del Grupo de Socialistas y Demócratas dimitieron de sus cargos en el Parlamento. El eurodiputado Marc Tarabella se suspendió por completo del grupo S&D, la eurodiputada Maria Arena (PS) renunció como presidenta del comité de derechos humanos del Parlamento, el eurodiputado Pietro Bartolo suspendió su cargo como portavoz del grupo sobre la liberalización de visados y el eurodiputado Andrea Cozzolino suspendió su papel como portavoz del grupo sobre urgencias.
El presidente del Grupo Parlamentario de Amistad UE-Catar, el eurodiputado José Ramón Bauzá (Renovar Europa), anunció la suspensión del grupo tras la revelación. En un comunicado Bauzá dijo “en vista de los gravísimos hechos de los últimos días, y hasta que lleguemos al fondo del asunto”. 
El eurodiputado Dino Giarrusso (No inscritos) informó que él y otros funcionarios de Catar se habían acercado a él muchas veces: "Esperaban mejorar la reputación del país, especialmente en el período previo a la Copa Mundial de la FIFA".
Ursula von der Leyen, presidenta de la Comisión Europea, acusó al anfitrión de la Copa Mundial de fútbol, Catar, de buscar comprar influencia en la cámara del Parlamento Europeo y que eso era de "máxima preocupación". Von der Leyen pidió que se creara un organismo para defender las reglas de integridad y ética en todas las instituciones de la UE. El expresidente del Parlamento Europeo y actual comisario europeo responsable de Asuntos Exteriores y Seguridad, Josep Borrell, fue citado diciendo “la noticia es muy preocupante, muy, muy preocupante. Estamos frente a unos hechos, unos hechos que ciertamente me preocupan. [Tenemos] que actuar de acuerdo no solo a los hechos sino a las… evidencias. Estoy seguro de que comprende que se trata de acusaciones muy graves". La Defensora del Pueblo Europeo, Emily O'Reilly, fue, sin embargo, crítica con la respuesta de Von der Leyen y sus compañeros políticos e instituciones, destacando la falta de progreso mostrada por von der Leyen tras su promesa de que la transparencia sería una parte central de su mandato. cuando se convirtió en presidenta de la Comisión Europea. O'Reilly pidió que se creara un organismo con verdaderos poderes de investigación y sanción.
 

El primer ministro belga, Alexander de Croo, también criticó a las instituciones europeas en su respuesta afirmando que "la justicia belga está haciendo lo que, a primera vista, el Parlamento Europeo no ha hecho. El Parlamento Europeo tiene muchos medios para regularse a sí mismo. Resulta que esto es en gran medida un sistema de autocontrol basado en esfuerzos voluntarios, que claramente no ha sido suficiente".
La justicia belga está haciendo lo que, a primera vista, el Parlamento Europeo no ha hecho. el Parlamento Europeo tiene muchos medios para autorregularse. Resulta que esto es en gran medida un sistema de autocontrol basado en esfuerzos voluntarios, que claramente no ha sido suficiente.
Annalena Baerbock, ministra de Relaciones Exteriores de Alemania, destacó que el escándalo genera preocupación entre los ciudadanos y afecta la credibilidad y legitimidad de las instituciones de la Unión Europea. 
Las reacciones también provinieron de organizaciones de la sociedad civil europea. Transparencia Internacional describió el incidente como "el caso más atroz" de supuesta corrupción que el Parlamento Europeo haya visto jamás. El fundador de Good Lobby comentó que "cualquiera que sea su resultado final, el escándalo de corrupción de Catar ha revelado una verdad inconveniente, y para la mayoría de los europeos ya obvia. El dinero compra influencia en la UE y "El Parlamento de la UE y la mayoría de sus miembros se han resistido históricamente a reglas de integridad más estrictas y un sistema de aplicación efectivo". 
Cuando se supo la noticia de la investigación, la junta honoraria de la ONG implicada, Fight Impunity, renunció en masa. Los miembros de la junta incluyeron a políticos europeos de alto perfil como Federica Mogherini (ex Alta Representante de la UE en la Comisión Juncker), Bernard Cazeneuve (ex primer ministro de Francia) y Emma Bonino (ex comisionada de Salud y Protección del Consumidor de la UE en la Comisión Santer). La junta honoraria no tiene funciones ejecutivas ni directivas por lo que no hay sospechas ni acusaciones contra ningún miembro de la junta. 
La Misión de Catar ante la Unión Europea dijo en un comunicado: "El Estado de Qatar rechaza categóricamente cualquier intento de asociarlo con acusaciones de mala conducta. Cualquier asociación del gobierno de Qatar con las afirmaciones denunciadas es infundada y está gravemente mal informada. El Estado de Qatar trabaja a través del compromiso de institución a institución y opera en pleno cumplimiento de las leyes y regulaciones internacionales". 
Kaili también ha negado haber actuado mal en el incidente. Sus abogados aparecieron en la televisión griega diciendo: "Su posición es que es inocente, no tiene nada que ver con los sobornos de Catar". 

Tras la liberación condicional de Visentini el domingo 11 de diciembre de 2022, en un comunicado emitido a través de la CSI, respondió a las acusaciones diciendo: 
Me complace que el interrogatorio haya concluido y pude responder completamente todas las preguntas. Si se hacen más acusaciones, espero la oportunidad de refutarlas, ya que soy inocente de cualquier irregularidad. Cualquier forma de corrupción es completamente inaceptable y estoy absolutamente comprometido con la lucha contra la corrupción. También deseo reconfirmar la posición que he tomado públicamente de que se debe presionar más a Qatar por los derechos de los trabajadores y otros derechos humanos. La situación hoy todavía no es satisfactoria, como dije a los medios de comunicación al final de mi visita a Qatar.
El 18 de enero de 2023 la Eurocámara votó una resolución (RC-B9-0057/2023) contra Marruecos por primera vez en 25 años, a cuenta de las acusaciones de los intentos de corrupción a diputados del Parlamento Europeo, de la falta de libertad de prensa y de la situación de los presos políticos en Marruecos.